# Gaius Aufidius Victorinus (Konsul 183)
Gaius Aufidius Victorinus († ca. 185) war ein hochrangiger römischer Politiker und Senator des 2. Jahrhunderts.
Sein vollständiger Name war Gaius Aufidius Gai filius Victorinus Mulvius … Marcellinus Rhesius Per… … Numisius Rufus Arrius Paul(inus?) … (?Camil)lus Iustus Cocceius Gallus. Victorinus stammte aus Pisaurum in den Marken. Er war zusammen mit Mark Aurel ein Schüler des Marcus Cornelius Fronto und heiratete später Frontos Tochter Gratia.
155 wurde Victorinus Suffektkonsul, dann von 161/162 bis 165/166 Statthalter von Germania superior, wo er den Auftrag hatte, den Chatteneinfall in Germanien und Rätien abzuschlagen. Im Jahr 166/7 war er wohl comes von Mark Aurel und Lucius Verus im Markomannenkrieg, wobei er hohe militärische Auszeichnungen erhielt. Ein Jahr später wurde Victorinus Legat von Dakien (168/9), dann von Hispania Baetica (wohl 170/1) und von Hispania citerior (ungefähr 171/2). Danach hatte Victorinus das Prokonsulat von Africa (um 173/5) inne und war zwischen 177 und 179 Statthalter von Syrien. Nach seiner Stadtpräfektur, wahrscheinlich 179 bis 183, wurde Victorinus 183 zusammen mit Commodus erneut Konsul.
Victorinus stand am Anfang der Regierung des Commodus noch im hohen Ansehen, doch kann man einer Angabe Cassius Dios entnehmen, dass der mächtige Prätorianerpräfekt Tigidius Perennis dem Konsular nach dem Leben trachtete. Victorinus starb um 185. Er soll sich selbst das Leben genommen haben. Seine Söhne waren Marcus Aufidius Fronto und Gaius Aufidius Victorinus, ordentliche Konsuln 199 bzw. 200.